# Еме Мерло

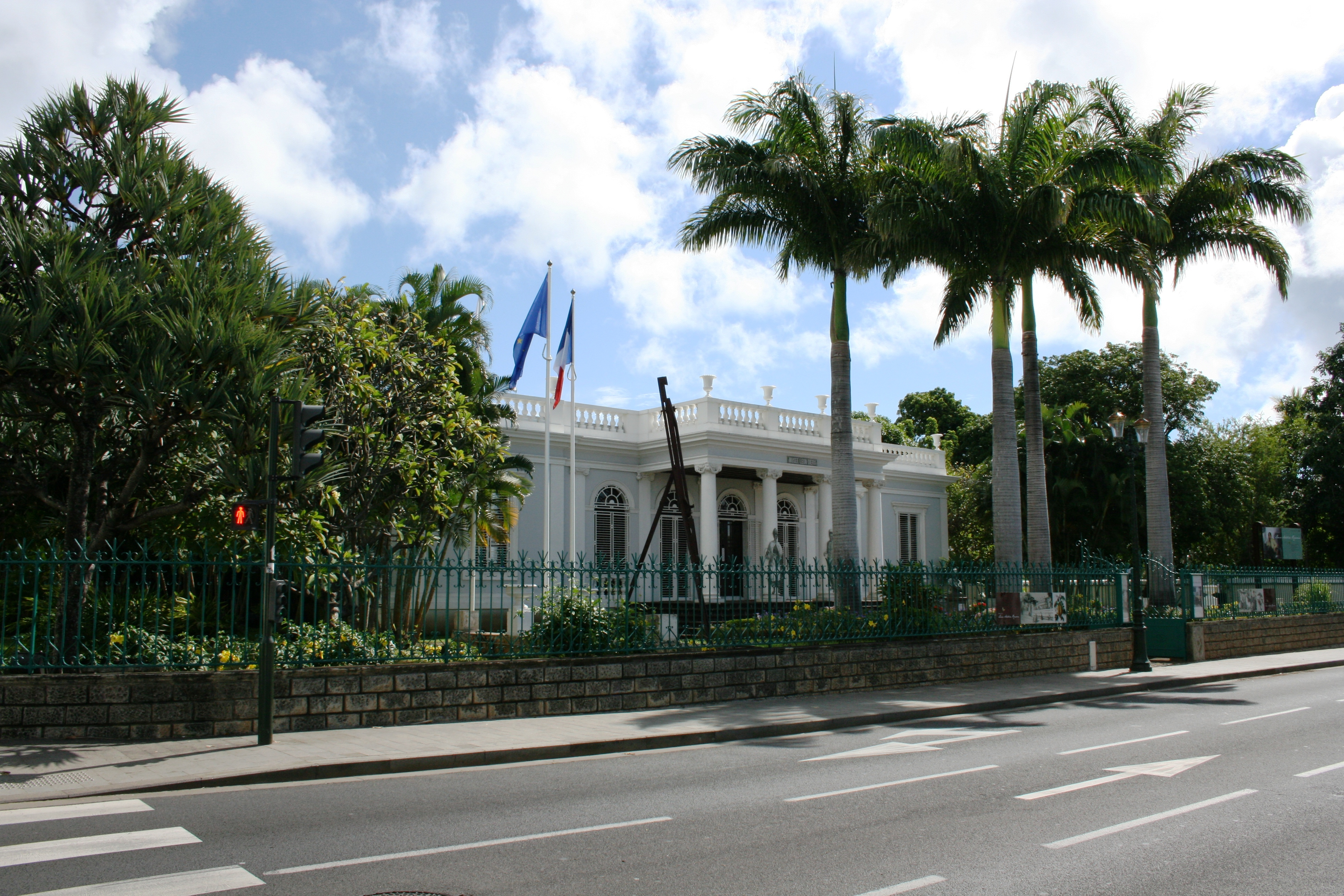
Музей Леона Дьєра, де працював Еме Мерло.

Алекса́ндр-Емманюе́ль-Еме́ Мерло́ (фр. Alexandre-Emmanuel-Aimé Merlo, * 30 липня 1880, Сен-П'єр (Реюньйон) — † 7 квітня 1958, Реюньйон) — французький письменник, історик, мистецтвознавець і журналіст. Разом із Жоржем Атена (фр. Georges Athénas) писав під літературним псевдонімом Маріус-Арі Леблон (фр. Marius-Ary Leblond). Лауреат Ґонкурівської премії (1909).

## Біографічні дані
Еме Мерло народився в Сен-П'єрі, в сім'ї комерсанта Дезіре-Франсуа-Еме Мерло (1836 — ?) і Крістіни-Пепіти Мерло (до шлюбу Мішель, 1853 — ?). Доводився двоюрідним братом Жоржеві Атена. Закінчив ліцей у Сен-Дені (Реюньйон). 1896 року розпочав літературну кар'єру — став писати разом із Жоржем Атена під спільним псевдонімом — Маріус-Арі Леблон. 1898-го вони обидва поїхали до Парижа — навчатись у Сорбонні. Там кузен Маріуса (Жоржа), реюньйонський поет Леон Дьєркс, впровадив їх у літературні кола й познайомив із письменниками Жозе-Маріа де Ередіа, Сюллі-Прюдомом, Франсуа Коппе та іншими.
Молоді літератори мали за взірець письменників натуралістичного ухилу й захоплювалися творчістю обох Роні, з якими був знайомий Маріус. Наприкінці століття вони написали свій перший роман під впливом Мопассана — «Марі Кулька» (Marie la Boule). Під назвою «Зезер» (Le Zezere) його опубліковано 1903 року.
У 1900 році Арі (Еме) захворів на легені й задля здоровшого клімату перебрався в Алжир. Услід за ним поїхав Маріус. Враження від життя в цій французькій колонії згодом відбились у романі «У Франції» (En France). 1907 року опубліковано «Ваді». Цей твір, який показує стосунки між колонізаторами-французами й колонізованими алжирцями, можна вважати їхнім першим «колоніальним романом».

## Творча діяльність
У 1900-му Маріус і Арі заснували свій перший часопис «Велика Франція» (La Grande France), який виходив до 1903-го. Позначений духом колоніалізму, він передусім мав на меті протиставити моральну велич Франції в її заморських володіннях і звичайнісіньке прагнення Великої Британії до колоніальної експансії. Уже в самій назві журналу відчувалася паралель «La Grande France — La Grande Brétagne».
Замість цього журналу з 1912 по 1952 рік виходив тижневик La Vie. Не відбігаючи від програми, оголошеної у «Великій Франції», він освітлював широке коло питань в науці, архітектурі, медицині, літературі, спорті, міжнародній політиці, а особливо мистецтві. У журналі публікувалися репродукції творів сучасних художників і критичні статті про мистецтво, авторами яких були, крім Маріуса й Еме, Поль Клодель, Франсіс Жамм, Поль і Віктор Марґерітт, брати Роні, Поль Адам, Каміль Моклер, Альфонс де Шатобріан, Леон Еннік, Рене Ґіль, Ґюстав Кан, Сюллі-Прюдом, Фелікс Фенеон, Моріс Дені, Поль Валері та інші. Самі Маріус і Арі опублікували у своїх та інших журналах, згідно з Катрін Фурньє, понад вісімсот статей, здебільшого літературно-критичних.
Белетристична спадщина цих двох співавторів складається з двадцяти романів, збірок оповідань, казок і подорожніх записок. Переважає тематика, пов'язана з Реюньйоном, Мадагаскаром, а також із видатним реюньйонським літератором — Леконтом де Лілем.
Маріус і Арі сформулювали теоретичні підвалини так званого колоніального роману, протиставивши свою реалістичність екзотизму П'єра Лоті. 1926 року вони написали своєрідний маніфест «Після екзотизму Лоті — колоніальний роман». З допомогою такого жанру письменники мають на меті зацікавити французького читача зближенням людей різних рас — жителів колоній, через розвиток їхньої культурної самобутности. На думку авторів, імперське правління дає Франції можливість стверджувати свою владу і перевагу своєї цивілізації, а роман також дозволяє підкреслити ідентичність колоніальних народів.
Мерло мав також талант до малювання. Книжка «Різдво короля Манджара» ілюстрована 15 акварелями його роботи.
Життя Арі тісно пов'язане з музейною справою. Передусім завдяки йому та Маріусові 25 серпня 1911 у Сен-Дені, у колишній резиденції єпископа, відкрито другий за всю історію Реюньйону музейний заклад — Музей мистецтва. 12 листопада 1912 року його названо іменем Леона Дьєра.
Набувши досвіду в музеї Леона Дьєркса в 1911 році, з 1934 Арі Леблон — хоронитель Музею Заморських володінь Франції (Musée de la France d'outre-mer): «Наприкінці року музей цілковито сформовано, його відвідують. Стосовно ж доходів, то він посідає третє місце — зразу після Версаля і Лувру».

## Нагороди
У 1903 році Маріус і Арі претендували на Ґонкурівську премію, подавши на розгляд роман «Зезер», яким хотіли «спонукати європейську громадськість любити чорношкірих людей». Але ні цим твором, ні через два роки книжкою «Чаклунство», ні з «Сарабандою» не змогли здобути цю премію, хоча їх підтримували такі авторитети, як брати́ Роні, а у відкритому опитуванні, яке влаштував часопис La Presse, за цих двох реюньйонців висловилися широкі кола читачів.
Зате у 1906 році два кузени одержали від Французької академії свою першу літературну премію за «Великий острів Мадагаскар» — гарно ілюстровану книжку про реґіони, раси, вірування та ресурси цієї тодішньої французької колонії. А 1909 року, за підтримки Марґерітта, де Бурже і Роні, таки здобули Ґонкурівську премію за роман «У Франції», що описує історію креольського студента. У наступному році була Премія літературної критики (Prix de la Critique Littéraire) за дидактичну книжку «Ідеал дев'ятнадцятого століття». У 1932-му їм одностайно присуджено щорічну Велику премію Лассера (Grand Prix Lasserre), яку міністерство освіти дає за порадою комісії письменників різних напрямків.
Уже вдруге, в 1937 році, Французька академія удостоїла цих двох реюньйонців Великою премією Французької академії (Grand Prix de l'Académie Française) за інший історичний твір, який вони писали десять років, — «Верцинґеторікс». Перед тим він викликав схвальні відгуки в пресі. А в 1943-му Академія нагородила їх утретє — Великою премією Імперії (Grand Prix de l'Empire) за весь літературний доробок. Крім того, письменників, які відзначилися також у патріотичній та соціальній сферах, удостоїли орденом Почесного легіону та іншими нагородами Третьої і Четвертої республік.
З нагоди трьохсотліття Вест-Індії (це пов'язано з написанням «Красивих і гордих Антильських островів»), на прохання сенатора від Гваделупи, письменників нагороджено краваткою Почесного легіону (la cravate de la Légion d'honneur).
Маріус і Арі удостоєні дворянського звання, стали кавалерами Великого Хреста Національного ордена Португалії, орденів Польщі, Ефіопії та Камбоджі.
Крім того, Арі Леблон (Еме Мерло) дістав орден Тисячі слонів (Лаос), а також Червону стрічку (le Ruban rouge) за заслуги після Першої світової війни. Щоб хоч якось задовольнити потреби родин мобілізованих на війну художників, він організував за кордоном двадцять виставок образотворчого мистецтва. Медаль Опору (la Médaille de la Résistance) йому дали за самовіддану патріотичну діяльність на посаді директора Музею за кордоном.

## Смерть
У 1950 році Арі, з огляду на вік, змушений був звільнитися з посади хоронителя музею, але не захотів піти на пенсію. Клопотався, щоб обійняти посаду радника у справах Реюньйону в Асамблеї Французького Союзу (l'Assemblée de l'Union française), але зазнав поразки на конкурсі кандидатів. 7 квітня 1958 року він помер від серцевого нападу.
Арі Леблон похований в одній могилі з Маріусом Леблоном на кладовищі «Вожирар» в Парижі — дільниця № 2, номер 122.

## Твори
- Les Vies parallèles, roman de grande ville, Fasquelle, 1902 — «Паралельні життєві шляхи»
- Le Secret des robes, roman des couleurs, en Algérie, Fasquelle, 1902 — «Таємниця суконь»
- Le Zézère, roman: amours de Blancs et de Noirs, Fasquelle, 1903 — «Зезер»
- La Sarabande, roman de mœurs électorales, Fasquelle, 1904; réédité sous le titre La Kermesse noire, roman d'une élection aux colonies, J. Crès, 1934 — «Сарабанда» (1904), 1934 року видано під назвою «Чорний ярмарок»
- Les Sortilèges, roman des races de l'Océan Indien, Fasquelle, 1905 — «Чаклунство»
- La Société française sous la Troisième République, Alcan, 1905 — «Французьке суспільство за часів Третьої Республіки»
- La Grande Île de Madagascar, à " La Vie ", essai, prix de l'Académie française, 1906 — «Великий острів Мадагаскар», Премія Французької академії
- La grande Île de Madagascar, Éditions de Flore, 1946
- Leconte de Lisle, essai sur le génie créole, Mercure de France, 1906; rééd. 1930, 1933 sous le titre Leconte de Lisle d'après des documents nouveaux, MdF ; rééd. Leconte de Lisle, Essai sur le Génie créole, préface d'Edgard Pich, commentaires de Jean-François Reverzy, Grand Océan, 1995 — «Леконт де Ліль» (1906); 1930, 1933 перевидано під назвою «Леконт де Ліль за новими документами»; 1995 перевидано під назвою «Леконт де Ліль, есей про креольського генія»
- L'Oued, roman algérien, Fasquelle, 1907 — «Ваді»
- En France, roman, Fasquelle, 1909 — «У Франції», Ґонкурівська премія
- L'Idéal du XIX Siècle, F. Alcan, 1909, prix de la critique littéraire 1911 — «Ідеал XIX століття», Премія літературної критики
- Peintres de Races, études sur l'Art Européen, van Oest, 1909 — «Художники рас»
- Les jardins de Paris, roman, Charpentier, 1910 — «Паризькі сади»
- La Métropole, Fasquelle, 1910 — «Столиця»
  - I. En France, roman, prix Goncourt — «У Франції», Ґонкурівська премія
  - II. Les Jardins de Paris, roman — «Паризькі сади»
- Anicette et Pierre Desrades, roman d'une enfance créole, Fasquelle, 1911 — «Анісет і П'єр Дерад»
- La Pologne vivante, Perrin, 1911 — «Жива Польща»
- La France devant l'Europe, essai, coll. " Bibliothèque-Charpentier ", Éditions Fasquelle, 1913. Texte sur Gallica — «Франція перед Європою»
- Le Miracle de la race, roman, Albin Michel; grande édition aux " Maîtres du Livre ", chez Crès, 1914 — «Чудо раси»
- Galliéni parle…, 2 volumes, Albin Michel, 1920 — «Ґальєні говорить…»
- L'Ophélia, roman d'un naufrage, Crès, 1922, Ferenczi, 1929 — «Офелія, роман про корабельну аварію»
- Fétiches, contes de l'Océan Indien, Éditions du Monde Moderne, 1923 — «Фетиші»
- L'Amour sur la montagne, roman, à " La Vie ", 1923 — «Кохання на горі»
- Ulysse, Cafre, roman, à " La Vie ", 1924 — «Улісс, кафр»
- Les Martyrs de la République, Ferenczi et Fils, 1924 : — «Мученики Республіки»
  - I. La Guerre des Âmes — «Війна душ»
  - II. L'Écartèlement — «Страждання»
  - III. La Damnation — «Прокляття»
  - IV. La Grâce — «Змилування»
- Le Noël du Roi Mandjar, avec 15 aquarelles d'Ary Leblond, Lys rouge, 1926 — «Різдво короля Манджара»
- Nature, proses, dessins de George Bouche, Delpeuch, 1926 — «Природа»
- La Guerre des Âmes: roman contemporain, Ferenczi, 1926 — «Війна душ: сучасний роман»
- Après l'exotisme de Loti, le roman colonial, Rasmussen, 1926 — «Після екзотизму Лоті — колоніальний роман»
- L'Écartèlement: roman contemporain, Ferenczi, 1927 — «Страждання»
- La damnation: roman contemporain, Ferenczi, 1927 — «Прокляття: сучасний роман»
- Étoiles, Océan Indien, Ferenczi, 1928 — «Зірки»
- La grâce: roman contemporain, Ferenczi, 1928 — «Змилування: сучасний роман»
- Anthologie coloniale, morceaux choisis d'écrivains français, J. Peyronnet et Cie, 1929 — «Колоніальна антологія, вибрані уривки з творів французьких письменників»
- Île de la Réunion, Exposition coloniale internationale de Paris, Société d'Éditions Géographiques, Maritimes et Coloniales, 1931. Texte sur Gallica [Архівовано 8 жовтня 2015 у Wayback Machine.] — «Життя Реюньйону»
- L'île enchantée. La Réunion, Redier, 1931 — «Зачарований острів. Реюньйон»
- Passé la ligne…: aventures sauvages, Les œuvres représentatives, 1932 — "".
- Madagascar, Éditions de Flore, 1933 — «Мадагаскар»
- Madagascar: création française …, Plon, 1934 — «Мадагаскар: французьке творіння…»
- Le trésor des hirondelles: nouvelle inédite, Fayard, 1936 — «Ластів'ячий скарб: невидана новела»
- Belles et fières Antilles, Crès, 1937 — «Красиві і горді Антильські острови»
- La Marche dans le feu: nouvelle inédite, Fayard, 1937 — «Марш у вогні»
- Les arts indigènes à Madagascar, Dépêche coloniale et maritime, 1937 — «Туземне мистецтво Мадагаскару»
- Vie de Vercingétorix, deux vol., Denoël, 1937, grand prix de l'Académie française — «Життя Верцинґеторікса», Велика премія Французької академії
- Lavigerie et les pères blancs, Paris, Marne, 1938 — «Лавіжері і орден білих отців»
- Ramaya: nouvelle inédite, Fayard, 1939 — «Рамая: невидана новела»
- Comment utiliser nos colonies, Tallandier, 1940 — «Як використовувати наші колонії»
- L'empire de la France, sa grandeur, sa beauté, sa gloire, ses forces, Éditions Alsatia, 1944 — «Французька Імперія, її велич, краса, слава і сила»
- La paix française, Éditions Alsatia, 1945 — «Французький мир»
- Les Iles Soeurs: ou, Le paradis retrouvé. La Réunion-Maurice, «Éden de la Mer des Indes.», Éditions Alsatia, 1946 — «Острови-брати, або Віднайдений рай. Реюньйон — Маврикій»
- Mahé de La Bourdonnais, Marne, 1951 — «Мае де ла Бурдонне»

- «Émile Verhaeren: la survivance flamande de l'Espagne» [Архівовано 8 жовтня 2015 у Wayback Machine.], Mercure de France, no 170, février 1904, p. 289—308 — «Еміль Верхарн: фламандська живучість Іспанії»
- Articles sur Leconte de Lisle — Статті про Леконта де Ліля
  - L'Adolescence de Leconte de Lisle, Revue des revues, t. XXX, 1899, 15 août (p. 379—394) et 1er septembre (p. 483—497) — «Юність Леконта де Ліля»
  - Leconte de Lisle avant la Révolution de 1848, « Mercure de France », septembre 1901, p. 659—699. Texte sur Gallica [Архівовано 8 жовтня 2015 у Wayback Machine.] — «Леконт де Ліль перед революцією 1848 року»
  - Leconte de Lisle sous la seconde République et sous l'Empire, « Mercure de France », octobre 1901, p. 54-98. Texte sur Gallica [Архівовано 8 жовтня 2015 у Wayback Machine.] — «Леконт де Ліль за часів Другої Республіки та Імперії»
  - Leconte de Lisle, 1870—1871, la fin de sa vie, « Mercure de France », novembre 1901, p. 400—435. Texte sur Gallica [Архівовано 8 жовтня 2015 у Wayback Machine.] — «Леконт де Ліль, 1870 — 1871, кінець життя»
  - Sur les romances inédites de Leconte de Lisle, L'Hermitage, octobre 1901, p. 289—307 — «Про неопубліковані романси Леконта де Ліля»
  - Les Poèmes socialistes de Leconte de Lisle de 1845 à 1848, " Revue socialiste ", № 203, novembre 1901, p. 563—574. Texte sur Gallica [Архівовано 8 жовтня 2015 у Wayback Machine.] — «Соціалістичні поеми Леконта де Ліля, 1845 — 1848»
  - L'Idéal socialiste de Leconte de Lisle, " Revue socialiste ", № 205, janvier 1902, p. 36-49. Texte sur Gallica — «Соціалістичний ідеал Леконта де Ліля»
  - Leconte de Lisle et son pays, Humanité nouvelle, septembre-octobre 1903, p. 501—519 et 599—610. — «Леконт де Ліль і його країна»

## Рекомендована література
- Benjamin Cazemage, La Vie et l'œuvre de Marius-Ary Leblond, éditions Notre-Dame, Nîmes, 1969 — «Життя і твори Маріуса-Арі Леблона»
- Jean-François Reverzy, Marius-Ary Leblond et Leconte de Lisle: une écriture fraternelle au centre de l'union française et républicaine, postface de Leconte de Lisle, essai sur le Génie créole, Grand Océan, Saint-Denis, 1995, p. 373—382 — «Маріус-Арі Леблон і Леконт де Ліль: почерк братерства в осерді Французького і республіканського союзів»
- Catherine Fournier, Marius-Ary Leblond, écrivains et critiques d'art, l'Harmattan, 2001 — «Маріус-Арі Леблон, письменники і мистецтвознавці»

## Цікаві факти
- У співавторів Жоржа Атена й Еме Мерло спільний псевдонім Маріус-Арі Леблон постав завдяки закоханості. «Леблон» (Leblond) — через те, що Жорж закохався у блондинку. «Маріус» і «Арі» — через те, що дівчата Жоржа та Еме звалися, відповідно, Марі й Анрієтта[6].